# Trine Pallesen
Trine Pallesen (født 19. juni 1969) er en dansk skuespiller. Hun fik sit gennembrud i Danmarks Radio-tv-serien Rejseholdet (2000-2003), hvor hun spillede en af hovedrollerne som kontorassistenten Gabriella Levin – kaldet for "Gaby". 
Trine Pallesen er uddannet på Skuespillerskolen ved Aarhus Teater i 1995 og er datter af skuespillerne Per Pallesen og Kirsten Peüliche. Sin tv-debut fik hun i 1982 med DRs familieserie Familien Krahne, hvor hun spillede skoleveninde til hovedpersonen Gitte (Rikke Hedman) der i serien var datter af Otto Brandenburg og Terese Damsholt.
Trine Pallesen er mest kendt for sine evner som teaterskuespiller, men hun debuterede på det store lærred i Ballerup Boulevard. Derefter den norske spillefilm The Sunset Boys i 1995 og har siden medvirket i Et hjørne af paradis (1997), Ulvepigen Tinke (2002) og Tempelriddernes skat II (2007). I 2009 havde hun succes[kilde mangler] med den moderne opsætning af Mød mig på Cassiopeia, hvor hun spillede overfor sin søster Sofie Pallesen.
I 2013 var Trine Pallesen med i Hjørringrevyen, hvor også hendes far i sin tid var aktør.
I år 2016 vandt hun en Bodil-pris.

## Filmografi

### Film
| År   | Titel                   | Rolle     | Noter                |
| ---- | ----------------------- | --------- | -------------------- |
| 1986 | Ballerup Boulevard      |           |                      |
| 1995 | The Sunset Boys         | Nina      | (norsk titel Pakten) |
| 1997 | Et hjørne af paradis    | Anna      |                      |
| 1998 | Prinsen af Egypten      | Tzipporah | Sangstemme           |
| 2000 | Flugten fra hønsegården | Babs      | Stemme               |
| 2002 | Ulvepigen Tinke         | Sophie    |                      |
| 2002 | Lilo & Stitch           | Nani      | Stemme               |
| 2007 | Tempelriddernes skat II | Dorthe    |                      |
| 2013 | Spies & Glistrup        |           |                      |
| 2015 | Den lille prins         | Moderen   | Stemme               |
| 2018 | Wonderful Copenhagen    |           |                      |

### Tv-serier
| År        | Titel                 | Rolle                  | Noter               |
| --------- | --------------------- | ---------------------- | ------------------- |
| 1982      | Familien Krahne       | Anne                   | Afsnit 4-5          |
| 1991      | Ugeavisen             | Annette, journalist    | Afsnit 24, 32 og 42 |
| 1997      | Strisser på Samsø     | Louise                 | Afsnit 4            |
| 2000-2004 | Rejseholdet           | Gabriella 'Gaby' Levin | Afsnit 1-32         |
| 2003-2006 | Lilo & Stitch: Serien | Nani                   | Stemme              |
| 2009      | 2900 Happiness        | Karina                 | 14 afsnit           |
| 2012      | Forbrydelsen III      | Karen Nebel            | Afsnit 1-10         |

## Eksterne links
- Trine Pallesen på Internet Movie Database (engelsk)
- Trine Pallesen på Filmdatabasen
- Trine Pallesen på danskefilm.dk
- Trine Pallesen på danskfilmogtv.dk
- Trine Pallesen på Scope
- Trine Pallesen på Svensk Filmdatabas (svensk)
- Trine Pallesen på AlloCiné (fransk)
- Trine Pallesen på AllMovie (engelsk)
- Trine Pallesen på The Movie Database (engelsk)
- Trine Pallesen på danskefilmstemmer.dk